# Phascolion collare
Phascolion collare är en stjärnmaskart som beskrevs av Emil Selenka, de Man in Selenka, de Man och Bnlow 1883. Phascolion collare ingår i släktet Phascolion och familjen Phascoliidae. Inga underarter finns listade i Catalogue of Life.